# 탈라사

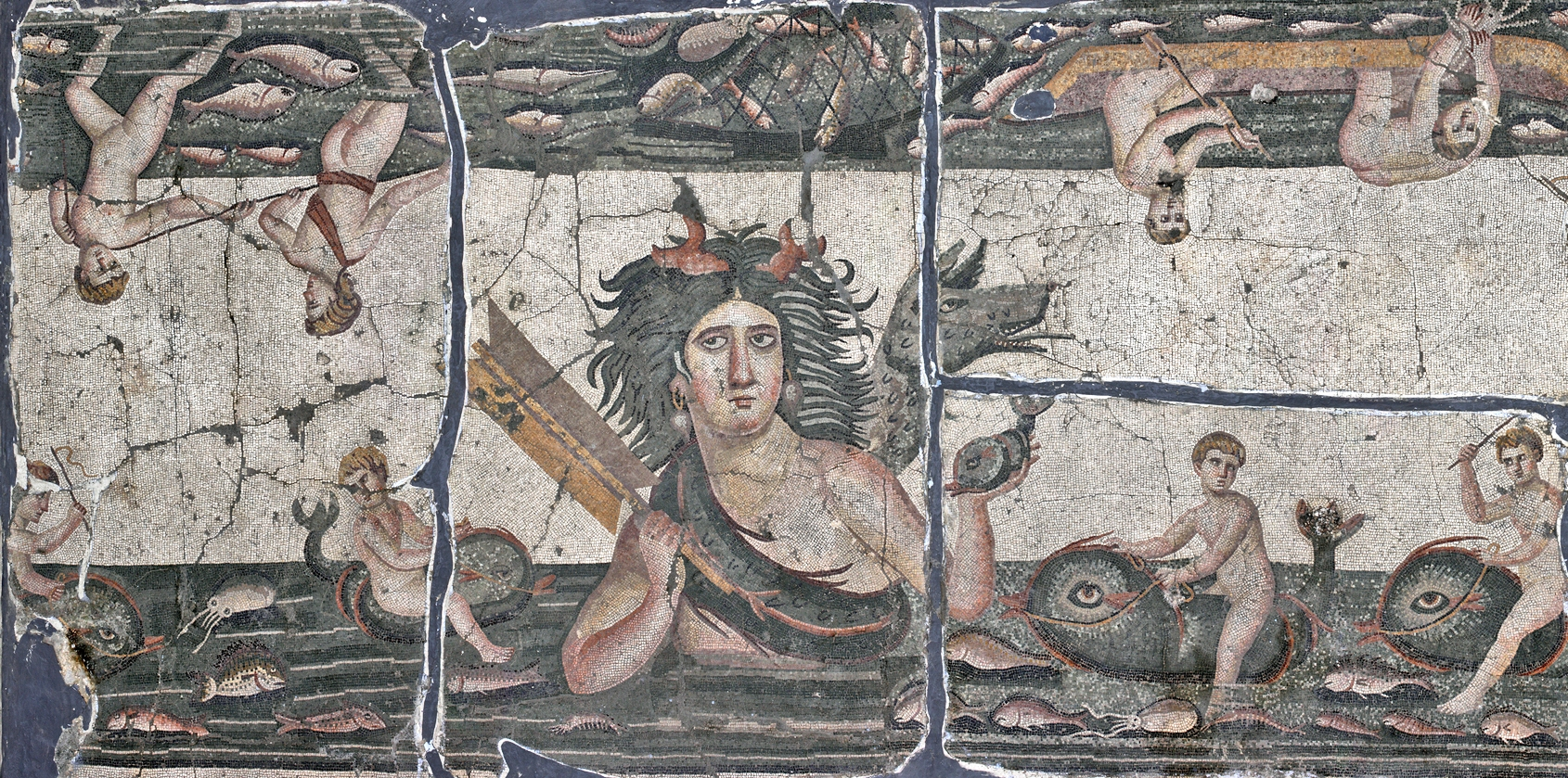
탈라사를 나타내는 5세기 로마의 모자이크

탈랏사Θάλασσα, Talassa)는 그리스 신화의 여신이다. 탈랏타(Θάλαττα, Talatta)라고도 불린다. 바다를 신격화 한 원초신으로, 폰토스의 여성판이다. 지중해를 의인화 한 것이라고 생각하는 저작가도 있다. 암피트리테나 테티스와 같은 바다의 여신과 동일시 되기도 한다.

## 개요

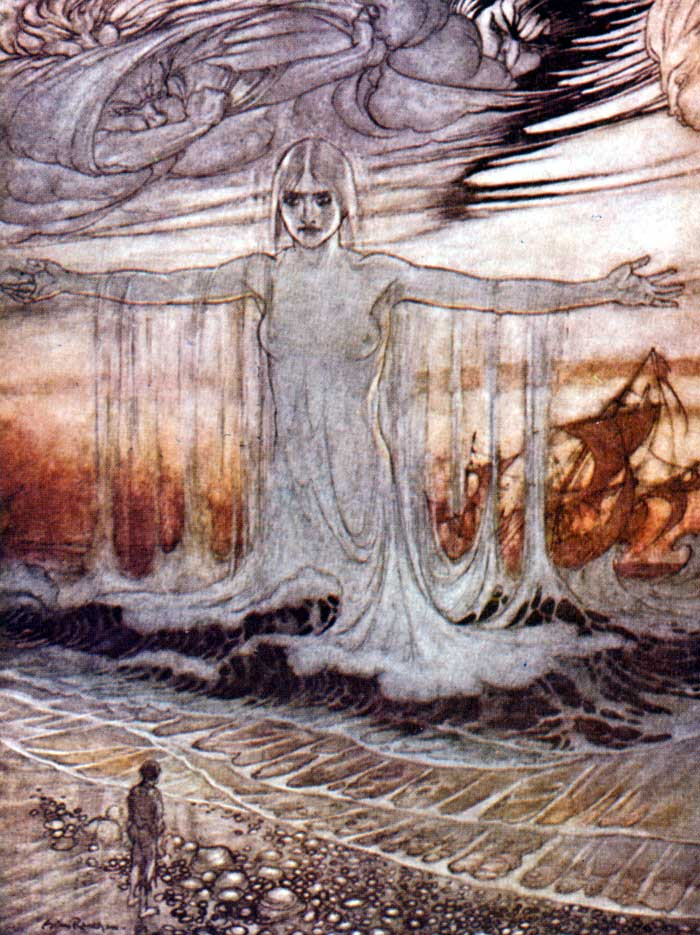
탈랏사는 이솝 우화에서 "농부와 바다"를 변호한다.

가이우스 유리우스 휴기누스에 의하면, 탈랏사는 아이테르와 헤메라의 딸로, 폰토와의 사이에 물고기의 일족을 낳았다. 또 탈라사의 아이에게는 텔네스 일족과, 그 자매인 님프 하리어, 혹은 헤카톤케이레스가 있었다고도 말해진다. 논노스에 의하면, 탈랏는 크로노스가 잘라내고 바다에 버린 우라노스의 생식기를 위해서 다산이며, 거기로부터 아프로디테가 태어났다고 한다.
파우사니아스는 코린토스, 이스트모스의 포세이돈 신사의 경내에는 탈랏의 상이 있었다고 전하고 있다. 신전전실내에는 동제의 포세이돈상 2체, 암피테이상의함께, 타랏사 탈이 있다. 또 실내에는 고대 아테네의 헤이로데이스가 봉납한 제상이 있어, 그 중의 하나인 암트리테이와 포세이돈의 상이 서는 전차의 대좌에는, 어린 아프로디테를 껴안는 탈랏사의 모습과 레이데스가 부조되어 있다. 또 갤리네와 탈라사의 상도.

## 그 외의 등장하는 문헌
- 아이소포스 「우화」(71 & 245)
- 「호메로스 찬가」(II데메텔, v. 5)
- 「오르페우스 찬가」(XXII 타랏사)
- 논노스 「디오뉴소스담」(XII, 43)
- 키리키아의 옵피아노스 「어로」(I, 74)

## 참고 문헌
- 디오드로스 「일본의 신화 시대 지지」이이오 도시사람(뜻)이유, 용계서사(1999년)
- 파우사니아스 「그리스기」이이오 도시사람(뜻)이유, 용계서사(1991년)
- 휴기누스 「그리스 신화집」마츠다 오사무 ・ 아오야마 테루오역, 코단샤 학술 문고 (2005년)